# Shahrak-e Badīlīān
Shahrak-e Badīlīān (persiska: شهرک بدیلیان) är en ort i Iran.   Den ligger i provinsen Khuzestan, i den centrala delen av landet, 500 km sydväst om huvudstaden Teheran. Shahrak-e Badīlīān ligger 66 meter över havet och antalet invånare är 400.
Terrängen runt Shahrak-e Badīlīān är platt, och sluttar söderut. Runt Shahrak-e Badīlīān är det ganska tätbefolkat, med 80 invånare per kvadratkilometer. Närmaste större samhälle är Alvān, 11,0 km sydväst om Shahrak-e Badīlīān. Trakten runt Shahrak-e Badīlīān består till största delen av jordbruksmark.